# Productions M. Vautrin
Productions M. Vautrin war ein französischer Hersteller von Automobilen.

## Unternehmensgeschichte
Das Unternehmen war an der Rue de la Chaussée d’Antin 52 im 9. Arrondissement von Paris ansässig. Das Werk befand sich in Choisy-le-Roi. 1951 begann die Produktion von Automobilen. Der Markenname lautete Vautrin. 1951 oder 1952 endete die Produktion.

## Fahrzeuge
Im Angebot standen Kleinstwagen. Sie waren bei einem Radstand von 175 cm und einer Spurbreite von 104 cm 265 cm lang und 123 cm breit. Das Leergewicht war mit 150 kg angegeben. Die offenen Karosserien boten Platz für zwei bis drei Personen. Für den Antrieb standen verschiedene Einbaumotoren von AMC, J.A.P. und anderen Herstellern mit 125 cm³, 175 cm³, 250 cm³ und 350 cm³ Hubraum zur Verfügung. Die Höchstgeschwindigkeit war abhängig vom Motor und mit 60 km/h bis 90 km/h angegeben.